# Synodontis robertsi
Synodontis robertsi är en fiskart som beskrevs av Poll, 1974. Synodontis robertsi ingår i släktet Synodontis och familjen Mochokidae. IUCN kategoriserar arten globalt som otillräckligt studerad. Inga underarter finns listade i Catalogue of Life.